# Danieła Daszewa
Danieła Stanimirowa Daszewa, bułg. Даниела Станимирова Дашева (ur. 1 października 1961 w m. Raduił) – bułgarska trenerka i zawodniczka koszykówki oraz pedagog sportu, profesor, w 2017 minister młodzieży i sportu.

## Życiorys
Przez ponad 20 lat występowała jako zawodowa koszykarka w różnych klubach. W 1983 ukończyła studia w wyższym instytucie kultury fizycznej i sportu WIF „Georgi Dimitrow” w Sofii, zdobywając uprawnienia trenera koszykówki. Uzyskała też magisterium z psychologii sportu na uniwersytecie w Leuven. Nauczała na macierzystej uczelni, a od 1991 do 1994 w wyższej szkole wychowania fizycznego i sportu w Mustaghanim. W 1991 obroniła w Narodowej Akademii Sportu w Sofii pracę doktorską, w 1999 została docentem. W 2004 uzyskała stopień doktora pedagogiki, a w 2006 profesurę. Od 2008 do 2012 pozostawała prorektorem macierzystej uczeni ds. międzynarodowych i europejskich, następnie od 2012 prorektorem ds. naukowych i projektów. Autorka publikacji naukowych oraz działaczka organizacji sportowych i naukowych.
W styczniu 2017 została ministrem młodzieży i sportu technicznym rządzie Ognjana Gerdżikowa, funkcję tę pełniła do maja tegoż roku. Dołączyła później do ugrupowania Powstań Bułgario Stefana Janewa. W 2022 z jego ramienia uzyskała mandat posłanki do Zgromadzenia Narodowego 48. kadencji.